# Marta Fernández Infante
Marta Fernández Infante (Burgos, 6 de agosto de 1994) es una deportista española que compite en natación adaptada.
Ha ganado seis medallas en los Juegos Paralímpicos de Verano, en los años 2020 y 2024. En abril de 2022 recibió el Premio Castilla y León del Deporte 2021.

## Palmarés internacional
| Juegos Paralímpicos | Juegos Paralímpicos | Juegos Paralímpicos | Juegos Paralímpicos |
| Año                 | Lugar               | Medalla             | Prueba              |
| ------------------- | ------------------- | ------------------- | ------------------- |
| 2020                | Tokio (Japón)       | Medalla de oro      | 50 m braza SB3      |
| 2020                | Tokio (Japón)       | Medalla de plata    | 50 m mariposa S5    |
| 2020                | Tokio (Japón)       | Medalla de bronce   | 50 m libre S4       |
| 2024                | París (Francia)     | Medalla de plata    | 100 m libre S3      |
| 2024                | París (Francia)     | Medalla de bronce   | 50 m braza SB3      |
| 2024                | París (Francia)     | Medalla de bronce   | 50 m espalda S3     |